# Clear Lake (Dakota Południowa)
Clear Lake – miasto w Stanach Zjednoczonych, w stanie Dakota Południowa, siedziba administracyjna hrabstwa Deuel.